# مملكة هنثوادي
مملكة هنثوادي (بالإنجليزية: Hanthawaddy Kingdom) (المونية: ဍုၚ် ဟံသာဝတဳ) (البورمية: ဟံသာဝတီ နေပြည်တော်، وأيضًا هنثوادي بيجو أو بيجو فقط) هي النظام السياسي الذي حكم بورما السفلى (ماينمار) من عام 1287 وحتى عام 1539 ثم من عام 1550 وحتى عام 1552. تأسست المملكة الناطقة بالغغة المونية تحت اسم رامانياديسا من قِبَل الملك واريرو في أعقاب انهيار إمبراطورية باغان في عام 1287 باعتبارها ولاية تابعة اسميًا لمملكة سوكوناي ومن سلالة يوان المغولي. أصبحت المملكة مستقلة رسميًا عن سوكوناي في عام 1330، لكنها ظلت اتحادًا هشًا يضم ثلاثة مراكز قوى إقليمية رئيسية: دلتا إيراوادي وباغو وموتاما. تمتّع ملوكها بسلطة ضئيلة أو معدومة بما يخصّ خزائن الأموال. عانى إقلبم موتاما من تمرد كبير من عام 1363 وحتى عام 1388.

## التاريخ
عزّز دور الملك رازاداريت النشط (1384-1421) من قوة وجود المملكة. عمل رازاداريت على توحيد المناطق الثلاث الناطقة باللغة المونية: مياونغميا ودونوون ومارتابان؛ نجح أيضًا في القضاء على مملكة آفا الناطقة باللغة البورمية الشمالية في حرب الأربعين عامًا (1385-1424)، ما جعل مملكة راخين الغربية تابعة له في الفترة من عام 1413 وحتى عام 1421. انتهت الحرب بشكل غير مباشر لكنه كان انتصارًا لهنثوادي بعد أن تخلّت مملكة آفا أخيرا عن حلمها في استعادة إمبراطورية باغان. في السنوات التي تلت الحرب، ساعدت مقاطعة بيجو في بعض الأحيان ولايات آفا الجنوبية من بروم وتاونغو في تمردها لكنها تجنبت بعناية الغرق في حرب شاملة.
بعد الحرب، دخلت مملكة هنثوادي عصرها الذهبي في حين أن منافستها آفا تراجعت بشكل تدريجي. في الفترة ما بين 1420 و1530، اعتُبرت هنثوادي المملكة الأكثر قوةً وازدهارًا من جميع ممالك ما بعد باغان. تحت حكم سلسلة من الملوك الكبار مثل - بينانيا ران الأول وشين ساوبو ودامازدي وبنانيا ران الثاني- تمتعت المملكة بعصر ذهبي طويل الأمد، مستفيدة من التجارة الأجنبية. عمل تجارها مع التجار من جميع أنحاء المحيط الهندي، ومُلأت خزانة الملك بالذهب والفضة والحرير والتوابل وجميع الأشياء الأخرى من التجارة الحديثة المبكرة. أصبحت المملكة أيضًا مركزًا مشهورًا لبوذية تيرافادا. أقامت المملكة علاقات قوية مع سري لانكا وشجعت الإصلاحات التي انتشرت فيما بعد في جميع أنحاء البلد.
جاءت نهاية المملكة القوية بشكل مفاجئ. من عام 1534 فصاعدًا، تعرضت المملكة لغارات مستمرة من قِبَل سلالة تاونغو من بورما العليا. ولم يتمكن الملك تاكايوتبي من حشد الموارد والقوى العاملة الأكبر في المملكة ضد تاونغو الأصغر حجمًا، بقيادة الملك تابينشويهتي ونائبه العام بيناونغ كياوهتين ناورهتا. استولت تاونغو على باغو ودلتا إيراوادي في عام 1538 - 1539 وعلى موتاما في عام 1541. تم إحياء المملكة لفترة وجيزة في عام 1550 بعد اغتيال تابينشويهتي. لكن «المملكة» لم تمتد كثيرًا خارج مدينة باجو. قمع بيناونغ التمرد بقوة في مارس عام 1552.
على الرغم من أن ملوك تاونو حكموا بورما السفلى حتى منتصف القرن الثامن عشر، إلا أن العصر الذهبي لهنثوادي تم تذكره بشكل كبير من قِبَل الشعوب الناطقة باللغة المونية في بورما السفلى. في عام 1740، شكلوا انقلابًا ضد أسرة تاونغو التي دبّ الضعف فيها، وأسّسوا مملكة هنثوادي المستعادة.